# Walter Model
Walter Model, född 24 januari 1891 i Genthin, död 21 april 1945 i Heltorfer Forst nära Duisburg, var en tysk militär som 1944 utnämndes till generalfältmarskalk. Samma år tilldelades han Riddarkorset av Järnkorset med eklöv, svärd och diamanter.

## Biografi
Walter Model var en mycket skicklig improvisatör, pådrivare och taktisk truppledare snarare än en skicklig strateg. Han hade inte preussisk adlig bakgrund som många av hans kolleger, utan kom från vanlig medelklass. Model har kallats "Führerns brandman", eftersom han vid flera tillfällen 1944–1945 fick till uppgift att lappa ihop sönderslagna frontavsnitt både på öst- och västfronten. Som sådan var han mycket användbar för Adolf Hitler under det sista krigsåret. Hitler hade troligtvis ett stort förtroende för Model, trots att Model var ovanligt frispråkig gentemot Hitler och öppet kunde säga emot honom i militära frågor. Vid ett tillfälle år 1942 när Model förde befälet över 9:e armén sade han rent ut till Hitler: "Mein Führer, vem för befälet över 9:e armén, ni eller jag?".
I andra världskrigets slutskede fick Model veta att han av Sovjetunionen blivit åtalad för krigsförbrytelser. Efter att förgäves ha sökt döden vid fronten gick han in i ett skogsområde i närheten av Duisburg och sköt sig. Han hade tidigare deklarerat: "En fältmarskalk går inte i fångenskap".

## Befäl
- 9. Armee januari 1942 – januari 1944 (med ett par korta uppehåll)
- Armégrupp Nord 9 januari – 31 mars 1944
- Armégrupp Süd 31 mars – 4 april 1944
- Armégrupp Nordukraine 4 april – 27 juni 1944
- Armégrupp Mitte 27 juni – 17 augusti 1944
- Överbefälhavare West  16 augusti – 3 september 1944
- Armégrupp D 17 augusti  – 4 september 1944
- Armégrupp B 17 augusti 1944 – 17 april 1945

## Utmärkelser i urval
- Riddarkorset av Järnkorset med eklöv, svärd och diamanter
  - Riddarkorset: 9 juli 1941
  - Eklöv: 17 februari 1942
  - Svärd: 2 april 1943
  - Diamanter: 17 augusti 1944
- Riddarkorset av Hohenzollerska husorden med svärd: 1917
- Såradmärket i guld: 1942
- Östfrontsmedaljen: 1942